# Šulgi

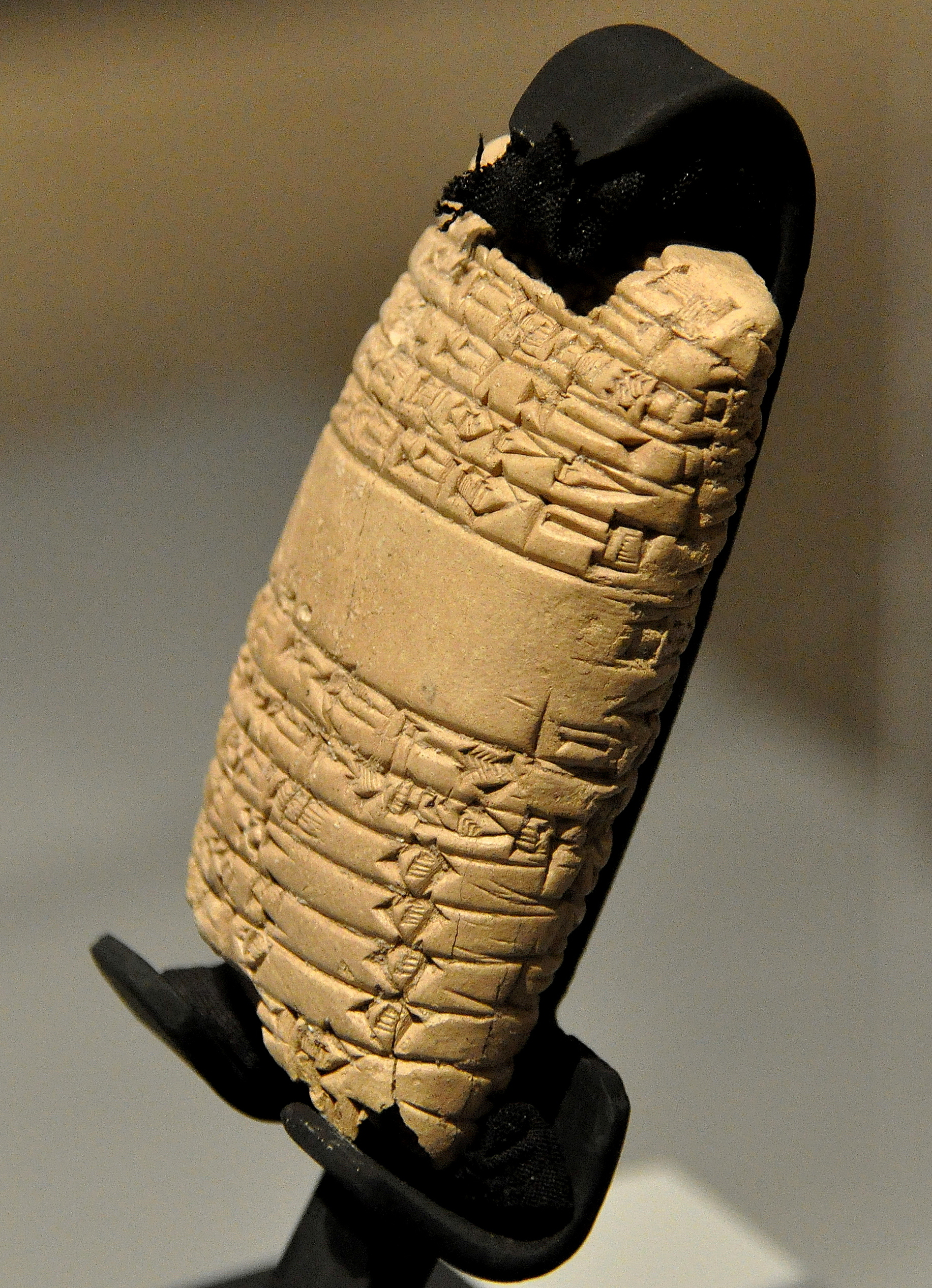
Tontafel, Šulgi und seinen Sieg über die Lulubäer verherrlichend. 2111–2004 BCE

Šulgi (auch Schulgi, sumerisch 𒀭𒂄𒄀 dSul-ge(-r), deutsch ‚sumerischer Jüngling‘) aus Ur war der zweite König der „Sumerischen Renaissance“ (3. Dynastie von Ur) in Mesopotamien. Er folgte seinem Vater Ur-Nammu auf den Thron und regierte 48 Jahre lang, wahrscheinlich von 2092 v. Chr. bis 2045 v. Chr. nach Mittlerer Chronologie. Allerdings bestehen noch gewisse Probleme bei der genauen Datierung (siehe Sumerische Königsliste). Er bezeichnete sich als „Herr der vier Weltgegenden“. Unter seiner langen Herrschaft konnte er sein Reich vergrößern (u. a. durch Diplomatie und Feldzüge) und viele Städte und Staatsgebilde im Norden und Osten Sumers unterwerfen oder tributpflichtig machen. Innenpolitisch reformierte er die Verwaltung und sorgte dafür, dass die Vergöttlichung des Königs wieder eingeführt wurde. So ließ er sich in seinem 23. Regierungsjahr selbst zum Gott ernennen. Er starb wahrscheinlich im Alter von 65 bis 70 Jahren.

## Familie
Šulgis Mutter war SI.A-tum und sein Vater Ur-Nammu. Er war mit mehreren Frauen verheiratet. Zum einen mit Geme-Suena und der Königin Šulgi-simtī aus Ešnunna.
Eine weitere Gemahlin soll Tarām-Uram aus Mari gewesen sein. Diese Ehe wurde von Šulgis Vater arrangiert, lässt sich aber nicht zweifelsfrei nachweisen. Hinzu kommen zahlreiche Geliebte, u. a. Geme-Ninlila.
Ihm können 31 Kinder nachgewiesen werden, darunter 17 Söhne und 14 Töchter. Seinen Kindern wurden wichtige Positionen im Staat zugeteilt. So wirkten die Söhne vor allem im militärischen Bereich, während die Töchter als Hohepriesterinnen tätig waren oder verheiratet wurden.

## Regierungsjahre
Anhand zahlreicher überlieferter Ereignisse aus Urkunden und Inschriften lassen sich die Regierungsjahre von Šulgi gut nachvollziehen. In den ersten zwanzig Jahren führte er das Werk seines Vaters fort und widmete sich Bauprojekten, die anhand von Bauinschriften zweifelsfrei nachgewiesen werden können, und der Sicherung des Reiches. In den nächsten zehn Jahren setzte er wichtige innenpolitische Veränderungen durch. Die letzten Jahre sind geprägt durch starke außenpolitische Arbeit und der Grenzfestigung des Reiches. Ein wichtiger Hofbeamte war Aradmu, von dem zahlreiche Briefe an den König erhalten sind.

## Wirken
Gemäß Samuel Noah Kramer war Šulgi ein hervorragender militärischer Stratege und ein peinlich genauer Verwalter. Er trieb energisch zahlreiche Bauten voran und wirkte als Förderer der Sumerischen Kultur, Literatur, Poesie und Musik. Unter seiner Herrschaft dehnte sich das Reich Sumers vom Zagrosgebirge im Osten bis zum Mittelmeer im Westen aus, der Kalender wurde reorganisiert und die Gewichte und Maße vereinheitlicht.
Zu seinen Bauprojekten gehörte u. a. die Fertigstellung der Zikkurat des Mondgottes Nanna, deren Bau von Šulgis Vater Ur-Nammu begonnen wurde, der Inanna-Tempel in Nippur, Erweiterungen zu den Kanalanlagen Ur-Nammus und deren Straßenausbau, den Palast Eḫursaĝ in Ur und das königliche „Kühlhaus“.
Er hatte persönlich einen Ultramarathonlauf von Nippur nach Ur bestritten. Die Entfernung betrug ca. 170 km.

## Außenpolitik
Ab etwa der Mitte seiner Regierungszeit engagierte sich Šulgi besonders in der Außenpolitik seines Reiches. Er verheiratete seine Tochter Liwwir-miṭṭašu nach Marhaši, um das Gebiet Ǧīroft als Allianzpartner zu gewinnen.
Zur gleichen Zeit nahmen auch die Feldzugsaktivitäten Šulgis zu. Dies schlug sich besonders in den Jahresnamen nieder.
| Regierungsjahr Šulgis | Feldzug gegen (Stadt)    |
| --------------------- | ------------------------ |
| 21                    | Dêr                      |
| 24                    | Karaḫar                  |
| 26                    | Simurum                  |
| 27                    | Ḫarši                    |
| 31                    | Karaḫar                  |
| 32                    | Simurum                  |
| 34                    | Anšan                    |
| 40                    | Martu                    |
| 42                    | Šašrum                   |
| 44                    | Simurum                  |
| 45                    | Urbilum                  |
| 46                    | Kimaš                    |
| 48                    | Ḫarši, Kimaš und Ḫu'urti |

Aus anderen Texten sind Angaben über Beute (nam-ra-ak) mit Jahresangaben verknüpft. Weitere Kriegszüge führten also gegen Anšan im 33. Jahr – was vielleicht mit dem Jahresnamen des Folgejahres in Verbindung zu bringen ist –, gegen das Land der Martu im 40., 44. und 46.–48. Jahr, gegen die Lulubäer im 44. Jahr, gegen Šurudḫum im 44. Jahr, gegen Urbilum im 48. Jahr und gegen Šimaški (LU2.SU.A) im 47. und 48. Jahr. Damit ist Šulgi der König von Ur, von dem die meisten Angaben über Beute/Tribut überliefert sind. Über die Armee, die für diese Unternehmungen benötigt wurde, ist relativ wenig bekannt; die Größe verschiedener Kontingente scheint um die 10.000 Mann betragen zu haben. Neben der Stadt Ur war auch die Stadt Lagaš/Girsu von großer militärischer Bedeutung. Dies könnte durch die militärische Tradition der Stadt seit der Herrschaft Gudeas begründet sein, dieser hatte bereits umfangreiche Rekrutierungen in Teilen seines Reichs vorgenommen.